# Cornelia Street Cafe

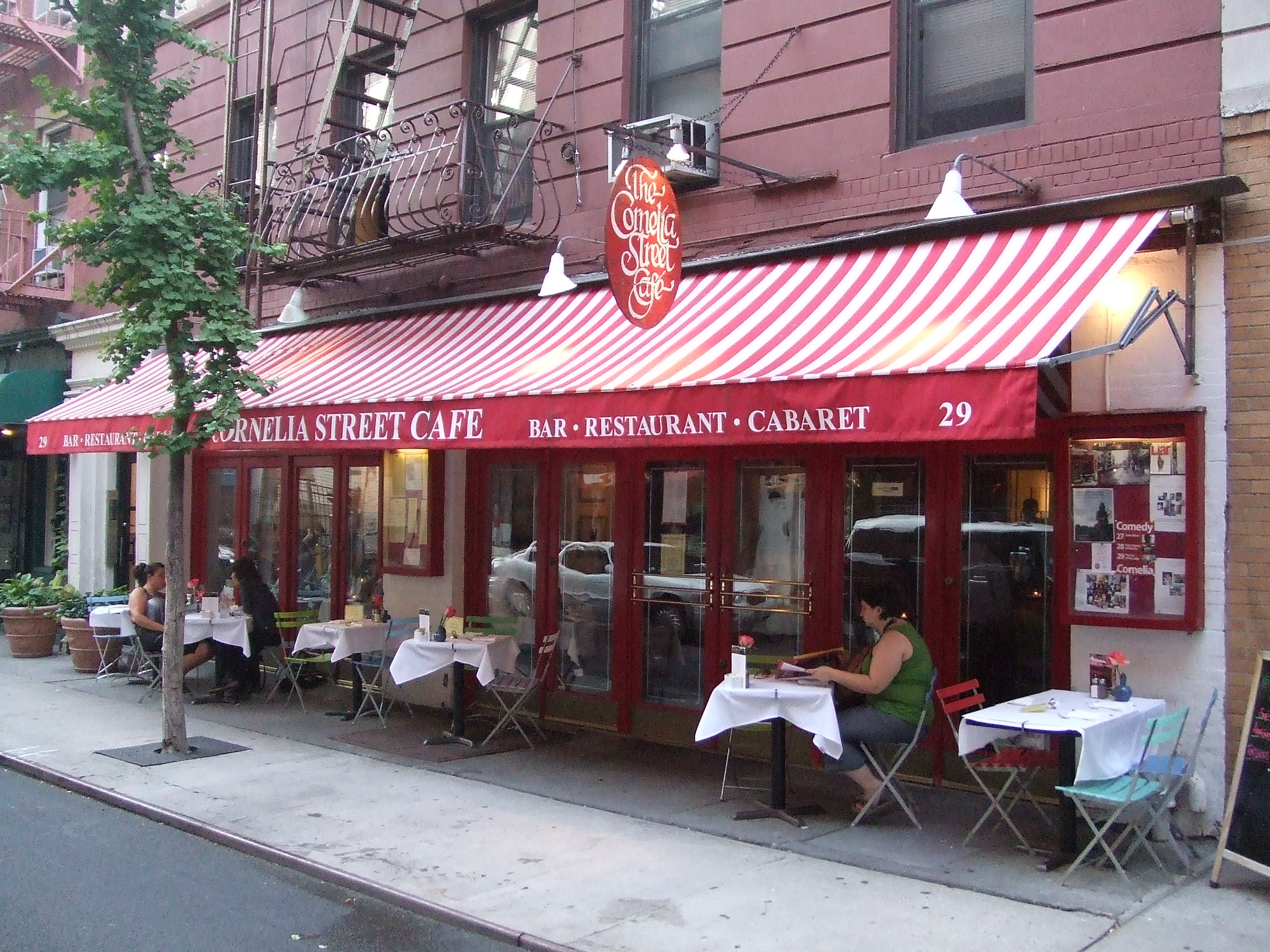
Das Cornelia Street Cafe 2009

Das Cornelia Street Cafe im Greenwich Village, New York City war ein Café und Restaurant sowie ein Ausstellungs- und Veranstaltungsort für Jazz, Kunst und Literatur. Es bestand von 1977 bis Ende 2018.

## Das Cornelia Street Cafe
Das Cornelia Street Cafe wurde im Jahr 1977 von drei New Yorker Künstlern gegründet; Robin Hirsch, ein Schriftsteller und Regisseur, Charles McKenna, ein Schauspieler und Raphaela Pivetta, eine Künstlerin entdeckten die Ladenfront mitten im New Yorker Künstlerviertel Greenwich Village, um dort ein Café zu eröffnen, was am 4. Juli 1977 geschah. Das Cornelia Street Cafe war von Anfang an ein Künstler-Café mit einem Programm, das Dichter-Lesungen und Konzerte enthielt; gelegentlich wurden Veranstaltungen, wie Pantomime-Performances oder Kaspertheater, auch außerhalb des Cafés auf die Straße verlegt.
Im Laufe der Jahre traten im Café viele international bekannte Künstler auf; so u. a. die Singer-Songwriterin Suzanne Vega und der Dichter und Senator Eugene McCarthy, Mitglieder der Komikergruppe Monty Python und der Royal Shakespeare Company. Es fanden auch verschiedene Aufführungen des Songwriters Exchange, und verschiedener Autoren-Vereinigungen wie Writers Room, das Writers Studio, die Greek-American Writers Association, die Italian-American Writers Association und das New Works Project/Theatre. Dazu bot das Cornelia Street Cafe Ausstellungsfläche für Malerei und Fotografie.
Im ersten Stock befand sich eine antike Eichenbar, deren Inventar aus einem Abrisshaus in der Bowery geborgen und restauriert worden war. Außerdem gab es drei Essräume mit einem Kamin. Die Küche des Cafés wurde 1998 mit dem Village Arts Award ausgezeichnet. New Yorks Ex-Bürgermeister Ed Koch sagte bei der Zehnjahresfeier 1987, das Cornelia Street Cafe sei zu einem „kulinarischen wie auch kulturellen Wahrzeichen“ der Stadt geworden.
Das Café gehörte dem Gründer Robin Hirsch, der es zusammen mit Judith Kallas und Bob Siegler betrieb. Es war an sieben Tagen in der Woche geöffnet und bot ungefähr hundert kulturelle Veranstaltungen im Jahr.  Es zählte neben vielen Auftritten von Singer-Songwritern wie Lili Añel, Amanda Baisinger, Zack Foley und Sara Serpa zu den bedeutendsten Veranstaltungsorten der Jazz-Avantgarde; allein 2009 traten Ralph Alessi, David Amram, das Theo Bleckmann/Ben Monder Duo, Daniel Carter, Ellery Eskelin, Ricardo Gallo/Ray Anderson, George Garzone, das Gerry Hemingway Quartett mit Herb Robertson, das Deez to Blues Sextet mit Mario Pavone, Lucian Bans Tuba Project  mit Bob Stewart und Nate Wooley/Harris Eisenstadt auf. Ab 2007 fand dort auch das jährliche Festival der Musiker-Kooperative Brooklyn Jazz Underground statt.
Aufgrund der anhaltenden Entwicklung des Viertels um die Cornelia Street stiegen die Mietpreise stetig an, so dass der Betreiber Ende 2018 entschied, das Café zu schließen. Am 31. Dezember 2018 war das Cornelia Street Cafe letztmals geöffnet.